# Kambila
Kambila es una comuna o municipio del círculo de Kati de la región de Kulikoró, en Malí. En abril de 2009 tenía una población censada de 15 365 habitantes.
Se encuentra ubicada al suroeste del país, cerca de la capital nacional, Bamako, y de la frontera con República de Guinea.